# Tamás Cseri
Tamás Cseri, född 15 januari 1988, är en ungersk fotbollsspelare som spelar för Mezőkövesdi SE.

## Klubbkarriär
I juli 2017 värvades Cseri av Mezőkövesd, där han skrev på ett treårskontrakt.

## Landslagskarriär
Cseri debuterade för Ungerns landslag den 6 september 2020 i en 3–2-förlust mot Ryssland i Nations League, där han blev inbytt i den 82:a minuten mot Dominik Szoboszlai. I juni 2021 blev Cseri uttagen i Ungerns trupp till EM i fotboll 2020.